# Berezne
Berezne (en ukrainien : Березне) ou Berezno (en russe : Берeзно ; en polonais : Berezno) est une ville de l'oblast de Rivne, dans l'ouest de l'Ukraine, et le centre administratif du raïon de Berezne. Sa population était estimée à 13 280 habitants en 2021.

## Géographie
Berezne est située sur la rive droite de la rivière Sloutch, à 55 km au nord-est de Rivne et à 273 km à l'ouest-nord-ouest de Kiev.

## Histoire
Berezne fut fondé en 1445 dans le cadre de la république des Deux Nations (Pologne-Lituanie). La majorité de la population de la région était ukrainienne, mais avec de fortes minorités polonaise et juive.
Pendant la Seconde Guerre mondiale, la ville fut occupée par l'armée allemande du 6 juillet 1941 au 20 janvier 1944. Les Juifs de Berezne furent enfermés dans un ghetto et soumis au travail forcé. Le 25 août 1942 une unité spéciale de SS procéda à l'extermination de plus de 3 000 hommes, femmes et enfants juifs du ghetto de Berezne dans une forêt voisine ; ils furent enterrés dans une grand fosse commune.
Berezne a le statut de ville depuis 2000. Ses armoiries et son gonfalon furent adoptés en 1998.

## Population
Recensements ou estimations de la population :
| 1959* | 1970* | 1979*  | 1989*  | 2001*  | 2010   |
| ----- | ----- | ------ | ------ | ------ | ------ |
| 4 139 | 6 747 | 10 171 | 12 383 | 13 669 | 13 396 |

| 2011   | 2012   | 2013   | 2014   | 2015   | 2016   |
| ------ | ------ | ------ | ------ | ------ | ------ |
| 13 390 | 13 372 | 13 444 | 13 435 | 13 405 | 13 373 |

| 2017   | 2018   | 2019   | 2020   | 2021   | - |
| ------ | ------ | ------ | ------ | ------ | - |
| 13 353 | 13 299 | 13 284 | 13 285 | 13 280 | - |